# Pedro Nolasco Rodríguez
Pedro Nolasco Rodríguez (Córdoba, Virreinato del Río de la Plata, ca. 1805 - Santa Catalina, provincia de Córdoba, Argentina, julio de 1839) fue un militar y político argentino, gobernador de la provincia de Córdoba.

## Biografía
Se recibió de abogado en la Universidad de Córdoba y fue empleado público. Fue cesanteado por el gobernador general José María Paz. Volvió a ser empleado del gobierno de José Vicente Reinafé, del que fue ministro de hacienda.
El asesinato de Facundo Quiroga en los primeros días de 1835, por orden del gobernador y de sus hermanos, causó un fuerte desprestigio a estos. De modo que hicieron elegir gobernador a Rodríguez, a quien consideraban un aliado leal. Asumió el cargo el 7 de agosto de 1835, dedicándose a desviar las investigaciones para que los Reinafé no fueran acusados. Pero el cúmulo de pruebas en su contra no le permitió seguir con la farsa. De modo que debió permitir que un escuadrón enviado por el gobernador Juan Manuel de Rosas se llevara presos a los responsables del crimen.
Rosas acusó a Rodríguez de ser unitario, acusación a la que se plegó el gobernador santafesino Estanislao López, que pretendía desligarse del crimen cometido por sus protegidos, los Reinafé. Ante las amenazas, Rodríguez renunció el 27 de octubre; al año siguiente fue arrestado y enviado a Buenos Aires, pero en mayo de 1837 salió en libertad y se refugió en la provincia de Santiago del Estero, bajo la protección del caudillo Juan Felipe Ibarra.
A fines de 1838, Ibarra dio asilo también al exgobernador santafesino Domingo Cullen, que convenció a Rodríguez de atacar al nuevo gobernador cordobés Manuel López. En cumplimiento de esos planes, organizó una expedición a Córdoba, que partió de Catamarca con apoyo del gobernador José Cubas al frente de 500 milicianos. Pronto se le unieron unos pocos soldados opositores con los que invadieron Córdoba.
López los esperó y los derrotó en el combate de Las Cañas, nueve leguas al norte de la ciudad de Córdoba, el 28 de marzo de 1839, perdiendo muchos de sus hombres. Huyó a pie pero dos días más tarde fue capturado y llevado al fuerte de Santa Catalina, cerca del río Cuarto, donde fue fusilado el día 21 de mayo por orden del gobernador López.